# Campionato italiano femminile di hockey su ghiaccio 2010-2011
Il Campionato italiano femminile di hockey su ghiaccio 2010-11 ha visto diminuire il numero delle squadre partecipanti da cinque a quattro.

## Squadre partecipanti
Si sono confermate quattro delle cinque squadre iscritte nel 2009-2010: ha infatti rinunciato all'iscrizione la squadra femminile dell'Asiago Hockey AS.
| Agordo | EV Bozen Eagles - Campione in carica |
| Lakers | Real Torino F.                       |

## Formula
Conseguentemente alla riduzione del numero delle squadre partecipanti, è cambiata anche la formula: doppio girone di andata e ritorno, seguito dai play-off per tutte le compagini. Venne eliminato, a differenza della stagione precedente, il pareggio durante la regular season: in caso di parità al termine dei tempi regolamentari, si disputa un tempo supplementare di 5 minuti con quattro giocatrici di movimento per parte, con la sudden death; nel caso persista il pareggio, si procede coi rigori.

## Regular season

### Primo girone
| Squadre           | Agordo                  | Appiano          | EV Bozen Eagles       | Real Torino      |
| ----------------- | ----------------------- | ---------------- | --------------------- | ---------------- |
| HC Agordo         |                         | 6:4 (21/11/2010) | 5:4 (05/02/2011)      | 3:7 (15/01/2011) |
| HC Appiano Lakers | 6:5 d.t.s. (17/10/2010) |                  | 3:4 d.r. (06/11/2010) | 0:7 (27/11/2010) |
| EV Bozen Eagles   | 5:0 (24/10/2010)        | 7:1 (10/10/2010) |                       | 1:3 (16/10/2010) |
| Real Torino       | 7:2 (06/11/2010)        | 3:1 (05/02/2011) | 1:0 (18/12/2010)      |                  |

Legenda: d.t.s.= dopo i tempi supplementari; d.r.= dopo i tiri di rigore

### Secondo girone
| Squadre           | Agordo           | Appiano          | EV Bozen Eagles  | Real Torino       |
| ----------------- | ---------------- | ---------------- | ---------------- | ----------------- |
| HC Agordo         |                  | 3:6 (30/01/2011) | 1:8 (20/02/2011) | 1:8 (16/01/2011)  |
| HC Appiano Lakers | 9:8 (18/12/2010) |                  | 0:7 (16/01/2011) | 3:10 (28/11/2010) |
| EV Bozen Eagles   | 6:1 (08/01/2011) | 4:1 (22/01/2011) |                  | 0:4 (17/10/2010)  |
| Real Torino       | 9:1 (07/11/2010) | 2:5 (06/02/2011) | 2:3 (19/12/2010) |                   |

### Classifica
|    |                 |       |    |    |     |     |   |    |    |
|    | Teams           | Punti | PG | V  | VOT | POT | P | GF | GS |
| 1. | Real Torino F.  | 30    | 12 | 10 | 0   | 0   | 2 | 63 | 20 |
| 2. | EV Bozen Eagles | 23    | 12 | 7  | 1   | 0   | 4 | 49 | 22 |
| 3. | Lakers          | 12    | 12 | 3  | 1   | 1   | 7 | 41 | 64 |
| 4. | Agordo          | 7     | 12 | 2  | 0   | 1   | 9 | 34 | 81 |

## Play-off
|  | Semifinali | Semifinali      | Semifinali      | Semifinali | Semifinali |  |  | Finale | Finale          | Finale | Finale | Finale |  |
|  |            |                 |                 |            |            |  |  |        |                 |        |        |        |  |
|  | 1          | Real Torino F.  | Real Torino F.  | 9          | 12         |  |  |        |                 |        |        |        |  |
|  | 4          | Agordo          | Agordo          | 0          | 4          |  |  | 1      | Real Torino F.  | 2‡     | 0      | 2      |  |
|  | 2          | EV Bozen Eagles | EV Bozen Eagles | 1          | 4          |  |  | 2      | EV Bozen Eagles | 1      | 2      | 3      |  |
|  | 3          | Lakers          | Lakers          | 0          | 0          |  |  |        |                 |        |        |        |  |

†: partita terminata ai tempi supplementari
‡: partita terminata ai tiri di rigore

### Semifinali

#### Gara 1
| Arbitri: | Omar Piniè Giulio Soia |

|  |           | |
|  | Marcatori | 7:24 V. Galliana (S. Carignano, A De La Forest) 15:38 A. De la Forest 17:17 V. Galliana (A. De La Forest) 21:12 V. Galliana (E. Ballardini) 27:03 V. Ricca (E. Ballardini) 28:58 V. Ricca 37:02 E. Ballardini 54:59 A. De La Forest 58:48 A. De La Forest |

| Arbitri: | Helga Tschörner Antonio Daprà |

|  |           |               |
|  | Marcatori | 26:11 S. Gius |

#### Gara 2
| Arbitri: | Mauro Costa Marco Montesi |

| |           | |
| 2:10 V. Galliana (A. De La Forest, S. Carignano) 5:58 C. Saletta (A. De La Forest, V. Galliana) 6:38 D. Orifici (C. Saletta) 6:59 S. Carignano (A. De La Forest, V. Galliana) 9:29 A. De la Forest (V. Galliana) 10:00 A. De La Forest 20:52 V. Galliana (S. Carignano) 22:03 C. Saletta (D. Orifici) 35:53 D. Orifici 52:37 C. Saletta (A. De La Forest, V. Galliana) 56:33 A. De La Forest (V. Galliana) 59:04 M. Brunero | Marcatori | 42:21 S. Viel (B. Croce, A. De Biasio) 45:29 S. Viel 48:01 S. Viel (L. De Rocco) 55:50 L. De Rocco (S. Viel) |

| Arbitri: | Mirjam Gruber Helga Tschörner |

| |           |  |
| 13:53 B. Larger (S. Gius) 32:52 D. Da Rugna (S. Gius) 38:49 E. Bonafini (M. Angeloni) 50:38 D. Da Rugna (M. Angeloni) | Marcatori |  |

### Finale per il 3º posto

#### Gara 1
| Arbitri: | Mirjam Gruber Helga Tschörner |

|                                                                                                   |           | |
| 14:36 D. Prossliner (C. Messner) 28:30 C. Theiner 43:12 C. Messner (K. Sparer) 53:48 S. Deflorian | Marcatori | 13:29 F. Zandegiacomo (S. Viel, L. De Rocco) 21:38 F. Zandegiacomo 31:35 M. Campo Bagatin (B. Croce) 35:23 B. Croce (C. Vallazza) 49:35 M. Campo Bagatin |

#### Gara 2
| Arbitri: | Omar Piniè A. Mazzocco |

| |           |                                              |
| 0:50 F. Zandegiacomo (S. Viel, S. Toffano) 5:58 B. Campo (M. Campo Bagatin) 15:33 L. De Rocco (F. Zandegiacomo, M. Friz) 16:57 S. Viel (S. Toffano, L. De Rocco) 34:05 S. Viel (M. Friz) | Marcatori | 33:02 B. Hafner (L. Jaitner) 51:05 B. Hafner |

L'Hockey Club Agordo conquista il terzo posto.

### Finale

#### Gara 1
| Arbitri: | Mauro Costa Francesco Coccioli |

|                                                                     |           |                            |
| 0:51 S. Carignano (E. Ballardini, V. Galliana) rig. A. De la Forest | Marcatori | 7:12 D. Da Rugna (S. Gius) |

#### Gara 2
| Arbitri: | Mirjam Gruber Helga Tschörner |

|                                                             |           |  |
| 5:07 H. Elliscasis 6:33 D. Da Rugna (A. Sacchi, A. Palaoro) | Marcatori |  |

#### Gara 3
| Arbitri: | Vinicio Volcan Stefano Terragni |

|                                                                                 |           |                                                                                                |
| 20:57 A. De la Forest (V. Ricca, C. Saletta) 31:53 C. Saletta (A. De La Forest) | Marcatori | 36:58 M. Angeloni (W. Caser) 39:37 S. Stubner (S. Gius) 45:35 S. Gius (A. Palaoro, S. Stubner) |